# Armando Vajushi
Armando Vajushi (Shkodër, 3 december 1991) is een betaald voetballer die als middenvelder bij Chievo Verona speelt.

## Clubcarrière

### KS Vllaznia Shkodër
Op 23 augustus 2009 debuteerde Vajushi voor KS Vllaznia Shkodër. In zijn eerste seizoen kwam hij tot negen wedstrijden, hierin scoorde hij niet. In het seizoen 2010/11 is Vajushi basisspeler bij zijn club. 
In mei 2011 maakte Vajushi zelf bekend dat AFC Ajax, de Duitse clubs Hamburger SV en VfB Stuttgart, het Kroatische HNK Hajduk Split, het Sloveense NK Maribor en het Griekse AEK Athene hem in de zomer van 2011 willen vastleggen. Er werd echter geen transfer gerealiseerd.

### Litex Lovetsj
Op 3 januari 2012 werd bekend dat Vajushi per direct naar het Bulgaarse Litex Lovetsj vertrok.

### Chievo Verona
Sinds februari 2015 speelt Vajushi bij Chievo Verona.

## Interlandcarrière
Vajushi speelde zijn eerste interland voor Albanië op 20 juni 2011 tegen Argentinië. Hij viel in die oefenwedstrijd na 67 minuten in voor Edmond Kapllani.

## Statistieken
| Seizoen | Club                | Land      | Competitie | Wedstrijden | Doelpunten |
| ------- | ------------------- | --------- | ---------- | ----------- | ---------- |
| 2009/10 | KS Vllaznia Shkodër | Albanië   | Superliga  | 12          | 0          |
| 2010/11 | KS Vllaznia Shkodër | Albanië   | Superliga  | 32          | 3          |
| 2011/12 | KS Vllaznia Shkodër | Albanië   | Superliga  | 12          | 5          |
| 2011/12 | Litex Lovetsj       | Bulgarije | A Grupa    | 15          | 1          |
| Totaal  |                     |           |            | 63          | 9          |